# Propanodiolo-fosfato deidrogenasi
La propanodiolo-fosfato deidrogenasi è un enzima appartenente alla classe delle ossidoreduttasi, che catalizza la seguente reazione:
propano-1,2-diolo 1-fosfato + NAD+ ⇄ idrossiacetone fosfato + NADH + H+